# بيتر ميخائيلس
بيتر ميخائيلس (بالألمانية: Peter Michaelis)‏ هو عالم نبات وعالم وراثة ألماني، ولد في 1900 في ميونخ في ألمانيا، وتوفي في 1975 في برلين في ألمانيا.